# Kammhof
Kammhof ist ein Wohnplatz der Stadt Ellingen im Landkreis Weißenburg-Gunzenhausen (Mittelfranken, Bayern). Die Einöde hat sechs Einwohner und liegt, umgeben von Wiesen und Feldern.
Der Ort liegt rund zwei Kilometer nordöstlich der Stadtmitte Ellingens auf dem Karlshofplateau, einer Jurahochfläche am Rande der Weißenburger Alb. Westlich liegt Sommerkeller, nordöstlich Oberndorf. Unweit verläuft die Grenze zur Gemeinde Höttingen. Nördlich fließt der Ottmarsfelder Graben vorbei. Unweit befindet sich der Ort Karlshof.
Beim Kammhof handelt es sich um einen Bauernhof mit Hopfenanbau. Außerdem enthält er einen kleinen Pferdepensionsbetrieb mit bis zu 12 Pferden und einem Reitplatz.